# ディプロミストゥス

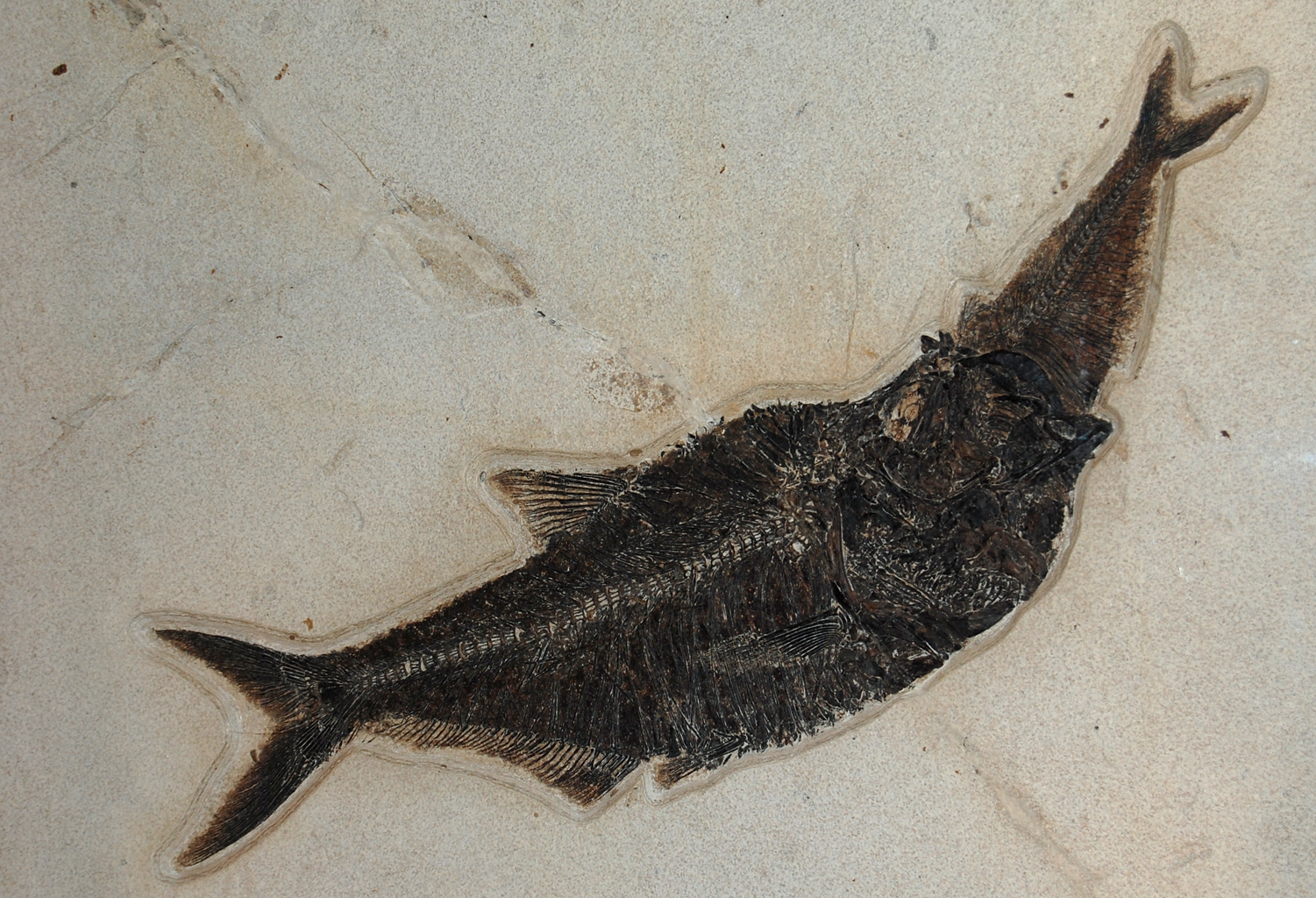
他の魚を捕食するディプロミストゥスの標本

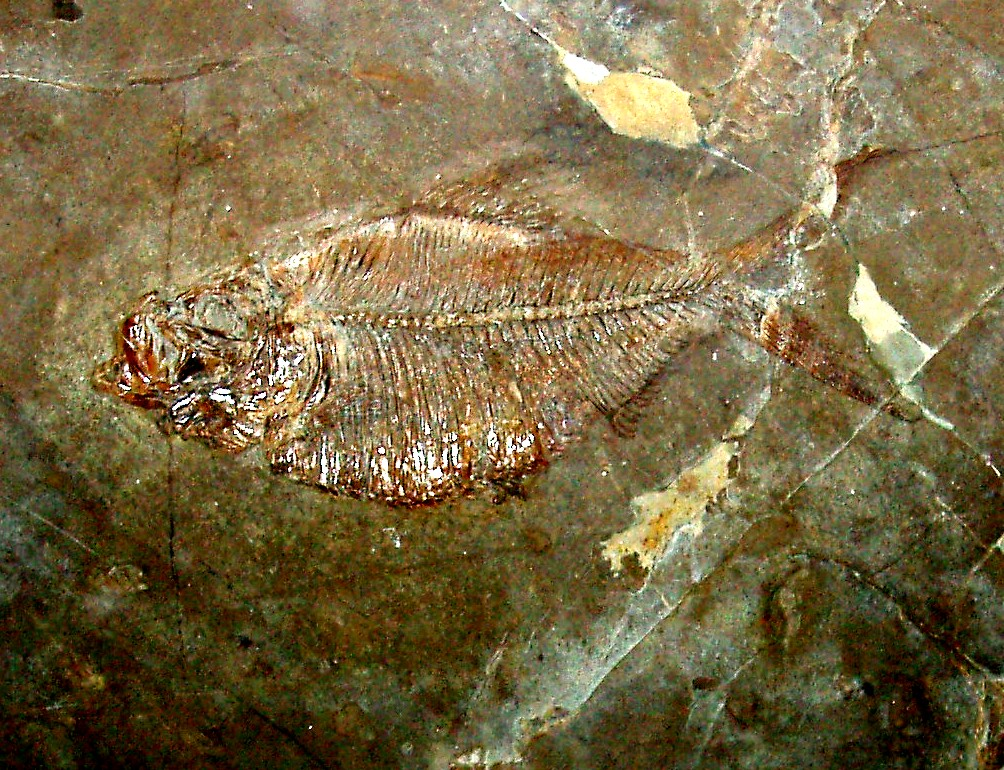
D. brevissimus

ディプロミストゥスあるいはディプロミスタス（学名：Diplomystus）は、現在のニシンやエールワイフ、サーディンの遠い親戚にあたる、ニシン目の淡水魚の絶滅した属。1877年にエドワード・ドリンカー・コープが属を確立し命名した。ディプロミストゥスには7種が属し、それぞれ D. dentatus (Cope, 1877)、D. birdii、D. dubetreiti、D. shengliensis (Chang 1983)、D. kokuraensis (Uyeno 1979)、D. primotinus (Uyeno 1979) そしてD. altiformis である。
D. dentatus はワイオミング州のグリーンリバー層に由来する古第三紀始新世前期の堆積層から知られる。標本は幼魚の体躯から全長65センチメートルまで幅広く、ニシンの仲間であるナイティアと密接してともに発見されることが多い。グリーンリバー累層は泥が最終的に方解石を含む頁岩へ変性する巨大な湖の名残である。D. kokuraensis (Uyeno 1979) と D. primotinus (Uyeno 1979) および D. altiformis は現在の日本と韓国に位置する白亜紀前期の湖の動物相における支配的な属であった。
日本では北九州市から1975年に本属の化石が発見されており、北九州市立いのちのたび博物館が設立されるきっかけとなった。